# Hardware Upgrade
Hardware Upgrade (o anche HWUpgrade) è un sito web italiano di informazione specializzato nel campo dell'informatica e nella tecnologia in generale.

## Descrizione
Fondato nel settembre 1997 come sito personale di un appassionato di informatica, si evolve rapidamente in un sito completo e specializzato in tutto il mondo dell'informatica e dell'hardware. Con il tempo la testata online si è evoluta, passando dalla pubblicazione di soli articoli molto tecnici sull'hardware (uno dei motivi ricorrenti era il modding delle schede madri) alla telefonia mobile, alla fotografia, ai videogiochi e alla tecnologia in ogni ambito.
Da alcuni anni la testata è affiliata a Quotidiano Nazionale ed è parte del circuito internazionale European Hardware Association.

### Il sito
La parte principale del sito è composta dal blog, a cui partecipano diversi autori, dove si pubblicano ogni giorno molti articoli. Vi è poi una specifica sezione dedicata alle "offerte" di ogni tipo. Presente anche un forum, diviso in sottosezioni, dove gli utenti possono discutere di ogni argomento riguardante la tecnologia: al luglio 2023 esso conta oltre 540.000 utenti registrati e 2,6 milioni di discussioni.
Al 2023, il sito risulta avere stabilmente oltre 3.5 milioni di visite mensili, classificandosi tra i 500 siti più visitati in Italia.
Tra gli usufruitori del sito sembra prevalere la convinzione che il sito sia calato di qualità nel corso degli anni, diventando molto meno tecnico e più generalista, facendo enorme uso di sponsorizzazioni.